# Vanadiopargasita
La vanadiopargasita és un mineral de la classe dels silicats, que pertany al grup del nom arrel pargasita. Rep el nom com a anàleg de la pargasita amb vanadi, segons la classificació del supergrup dels amfíbols i l'Associació Mineralògica Internacional.

## Característiques
La vanadiopargasita és un silicat de fórmula química NaCa₂(Mg3+₄V)(Al₂Si₆)O22(OH)₂. Va ser aprovada com a espècie vàlida per l'Associació Mineralògica Internacional l'any 2017, sent publicada per primera vegada el 2018. Cristal·litza en el sistema monoclínic. La seva duresa a l'escala de Mohs és 6.
Les mostres que van servir per a determinar l'espècie, el que es coneix com a material tipus, es troben conservades a les col·leccions del Museu Mineralògic Fersman, de l'Acadèmia de Ciències de Rússia, a Moscú (Rússia), amb els números de registre: 5035/1, 5035/2 i 5035/3.

## Formació i jaciments
Va ser descoberta a la pedrera de marbre de Pereval, a Slyudyanka, dins l'àrea del llac Baikal (óblast d'Irkutsk, Rússia). Es tracta de l'únic indret de tot el planeta on ha estat descrita aquesta espècie mineral.